# Dobruška
Dobruška (en allemand : Gutenfeld) est une commune du district de Rychnov nad Kněžnou, dans la région de Hradec Králové, en Tchéquie. Sa population s'élevait à 6 557 habitants en 2024.

## Géographie
Dobruška se trouve à 6 km au sud de Nové Město nad Metují, à 17 km au nord-ouest de Rychnov nad Kněžnou, à 26 km à l'est-nord-est de Hradec Králové et à 126 km à l'est-nord-est de Prague.

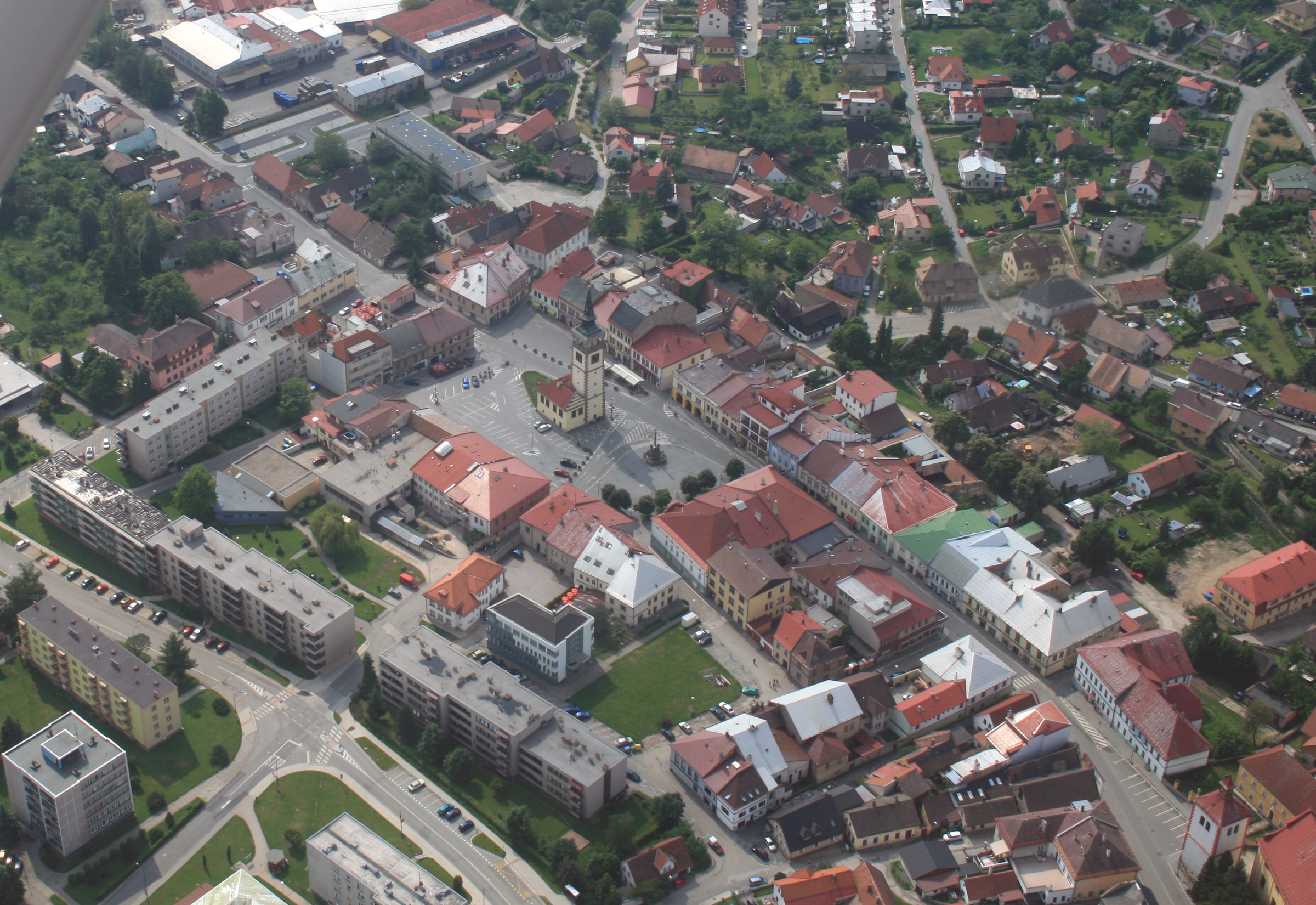
Centre de Dobruška  : vue aérienne.

La commune est limitée par Vršovka, Nové Město nad Metují et Chlístov au nord, par Val, Bačetín et Dobré à l'est, par Podbřezí et Semechnice au sud, et par Opočno, Pohoří et Bohuslavice à l'ouest.

## Histoire
La première mention écrite de la localité date de 1320.

## Administration
La commune se compose de huit sections :
- Dobruška
- Běstviny
- Domašín
- Chábory
- Křovice
- Mělčany
- Pulice
- Spáleniště

## Galerie

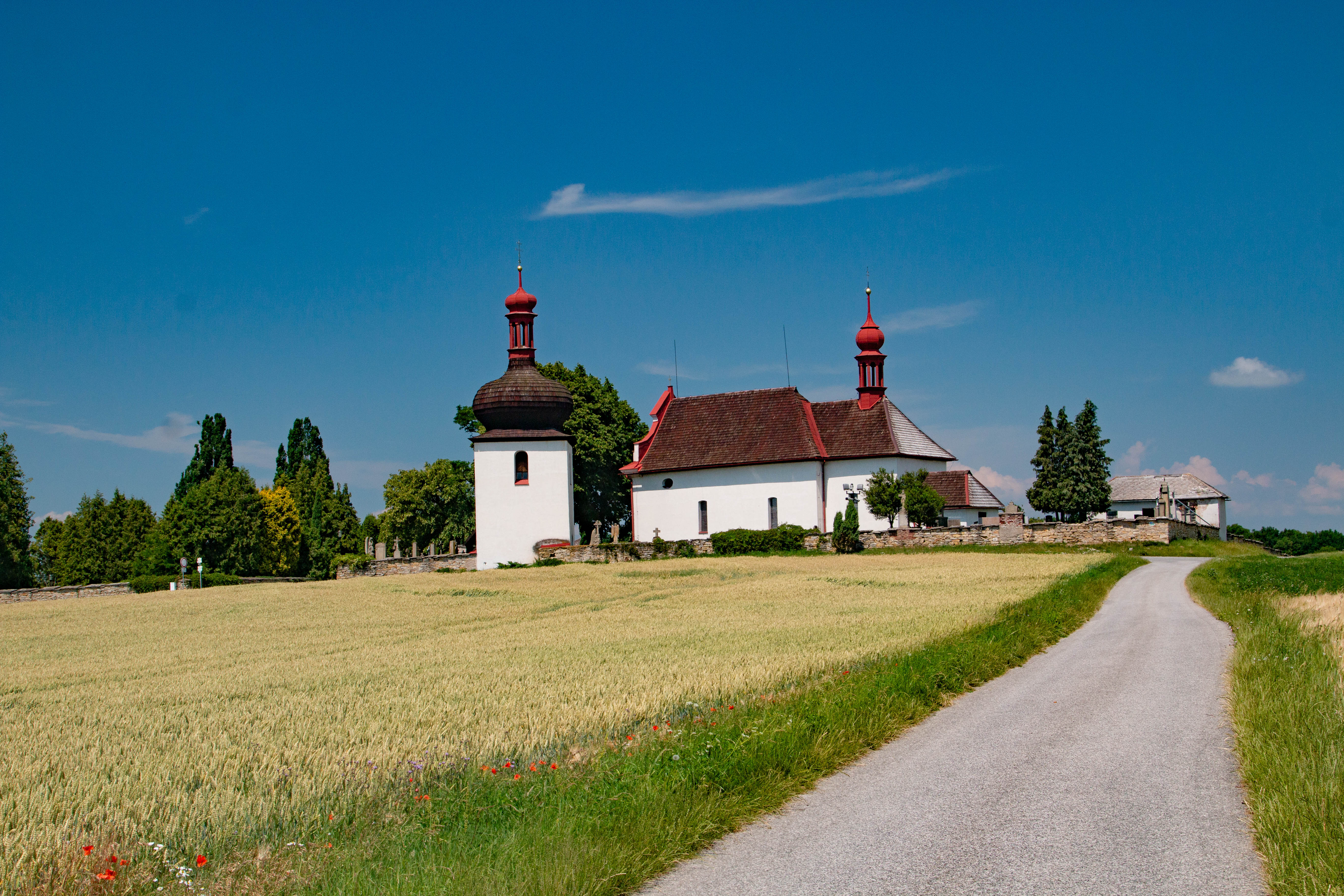
Église du Saint-Esprit.
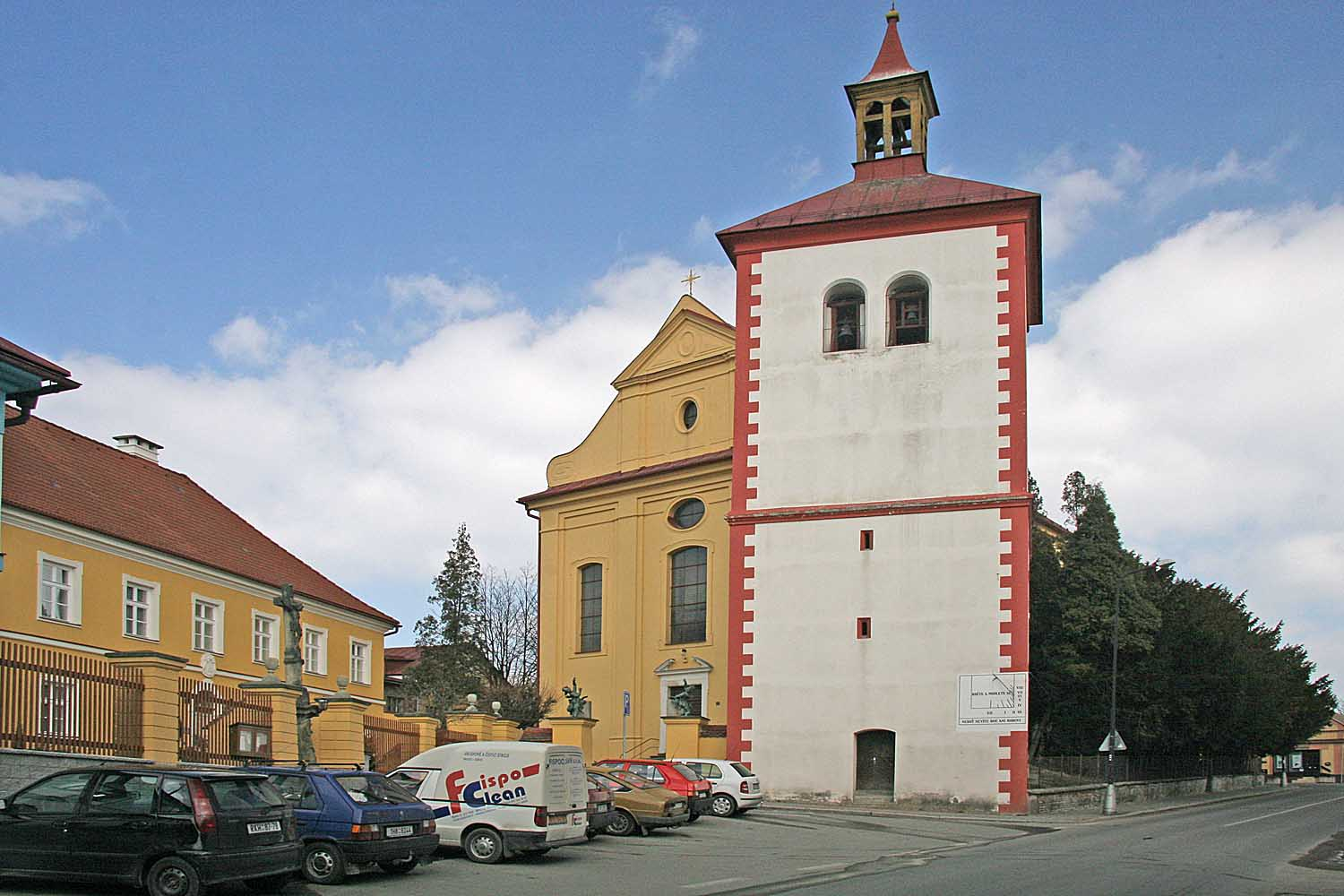
Église Saint-Venceslas.

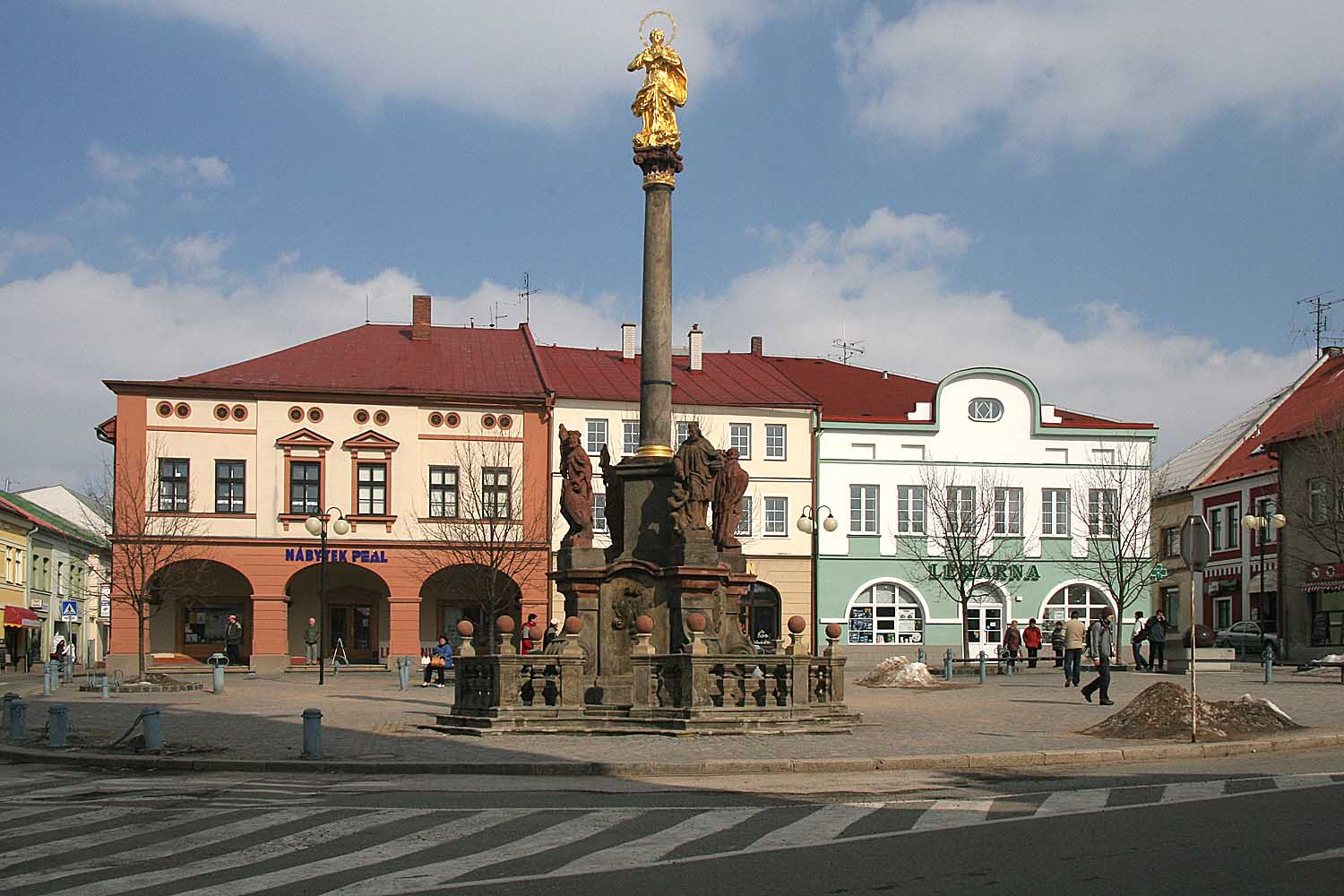
Place centrale : colonne mariale.
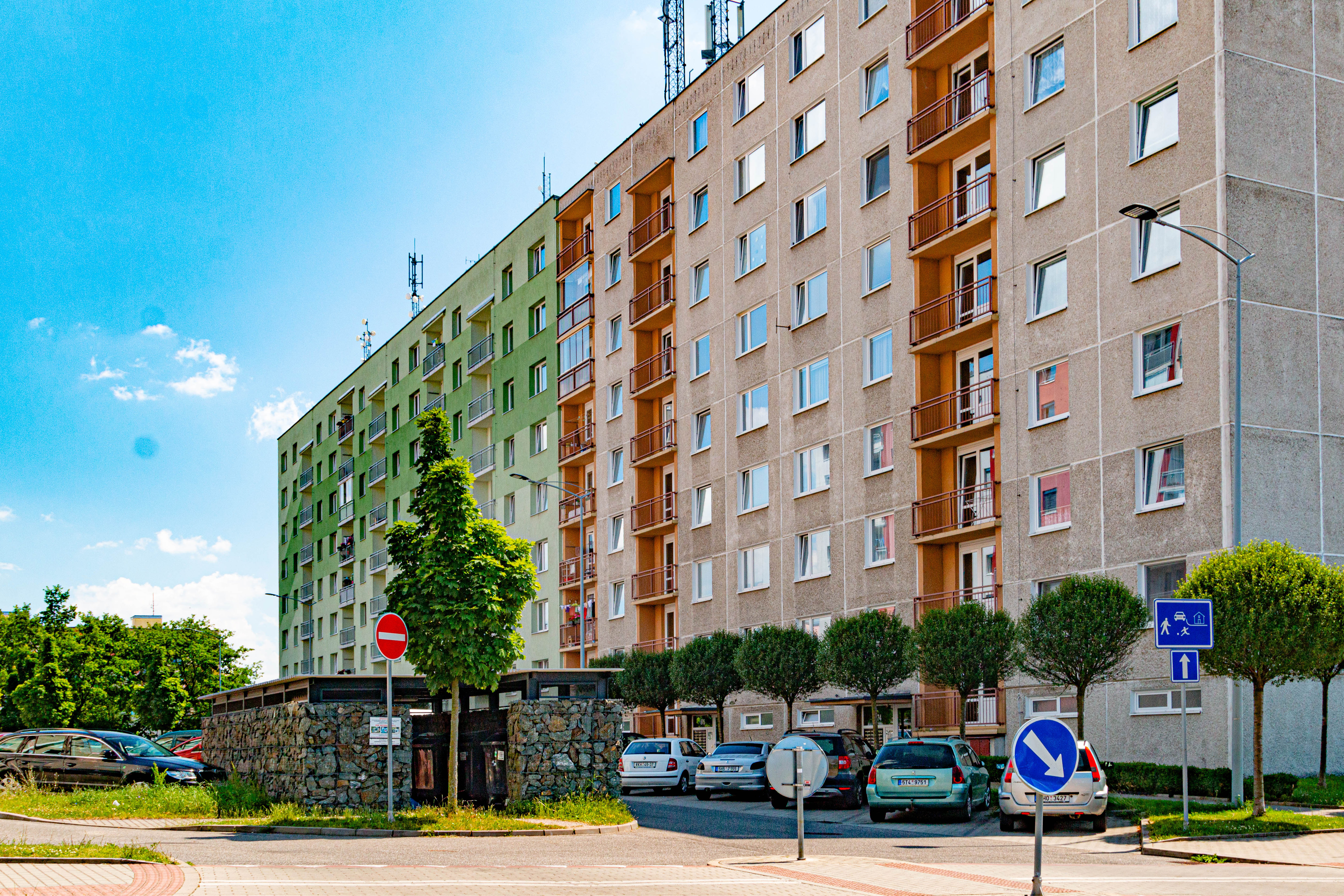
Dobruška : rue Laichterova.

## Transports
Par la route, Dobruška se trouve à 7,5 km de Nové Město nad Metují, à 18 km de Rychnov nad Kněžnou, à 30 km de Hradec Králové et à 149 km de Prague. 